# ドミニク・アングル

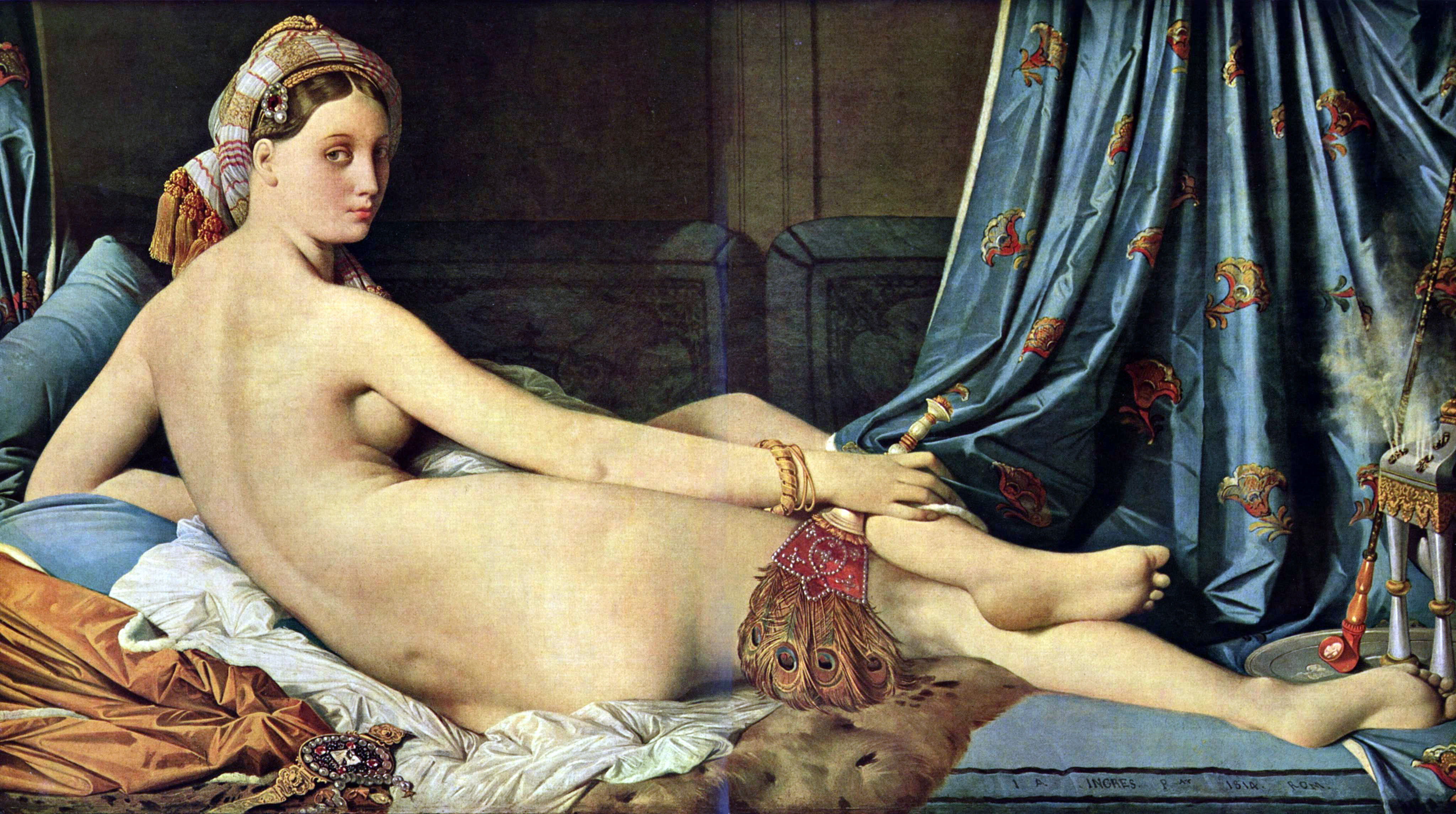
『グランド・オダリスク』（横たわるオダリスク） 1814
ルーヴル美術館蔵
"La Grande Odalisque"

ジャン＝オーギュスト＝ドミニク・アングル（フランス語: Jean-Auguste-Dominique Ingres、 1780年8月29日 - 1867年1月14日）は、フランスの画家。19世紀前半、当時台頭してきたドラクロワらのロマン主義絵画に対抗し、ダヴィッドから新古典主義を継承、特にダヴィッドがナポレオンの没落後の1816年にブリュッセルに亡命した後、注目され、古典主義的な絵画の牙城を守った。

## 生涯
アングルはフランス南西部のモントーバン近郊ムースティエに画家、彫刻家、装飾美術家の父ジャン＝マリー＝ジョセフ・アングルと母アンヌ・ムレの子として生まれた。父ジョセフは美術家というよりは職人で、化粧漆喰、建築、家具の装飾彫刻、看板描きから音楽まで手広く手掛けていた。アングルも幼少期から絵画とともに音楽も学んでおり、ヴァイオリン奏者としての一面もあった。実際にニコロ・パガニーニと弦楽四重奏団を結成し、パガニーニのスケッチを残している。フランス語で「アングルのバイオリン」といえば、「（本格的な）趣味」（loisir）を指すようになった。
アングルは11歳の時、トゥールーズの美術アカデミーに入学した。1797年パリに出て、新古典派の巨匠、ジャック＝ルイ・ダヴィッドのアトリエに入門する。1801年『アキレウスのもとにやってきたアガメムノンの使者たち』で、当時の若手画家の登竜門であったローマ賞を受賞した。ローマ賞受賞者には、政府給費生として国費でのイタリア留学が許可されたが、アングルの場合は当時のフランスの政治的・経済的状況のため留学が延期され、1806年にようやくローマのヴィラ・メディチを訪れている。この留学時代に描かれた『スフィンクスの謎を解くオイディプス』、『浴女』（1808年）、『ユピテルとテティス』（1811年）は留学の成果を示すために制作され、フランスの美術アカデミーに送付された作品である。その後、アングルは留学期間が終了したのちもフランスに帰ろうとはせず、1813年にはマドレーヌ・シャペルと結婚、1824年までの長期間イタリアに滞在し、1820年まではローマ、以後1824年まではフィレンツェで活動している。この間、ラファエッロ、ミケランジェロなどの古典を研究し、生活のために肖像画を描きつつ、母国フランスのサロンへも出品していた。『オシアンの夢』（1812年-1813年）、『グランド・オダリスク』（1814年）、『アンジェリカを救うルッジェーロ』（1819年）、『聖ペテロへの天国の鍵の授与』（1820年）などはこの時期の作品である。
長いイタリア滞在の後、1824年のサロンに出品したモントーバンのノートルダム大聖堂祭壇画『ルイ13世の誓願』によって、44歳のアングルはダヴィッドの後継者として、また当時の新しい芸術運動であったロマン主義に対抗する新古典主義の指導者として熱狂的に迎えられた。翌年レジオンドヌール勲章を受け、アカデミー会員にも推されている。10年ほどの母国での活動を経て、1834年（1835年とも）再びイタリアのローマを訪れ、そこでフランス・アカデミーの院長を務めた。1841年には再びパリへ戻り、この頃のアングルは祖国フランスでも押しも押されもせぬ巨匠と目され、1855年のパリ万国博覧会においてはアングルの大回顧展が開催された。
アングルの代表作の1つでもある『トルコ風呂』は、最晩年の1862年の制作であった。円形の画面に退廃的・挑発的な多数の裸婦を描きこんだこの作品は、当時82歳の画家がなお旺盛な制作欲をもっていたことを示している。

## 作風
ラファエロに対する極めて高い評価、入念に構成された調子の緊密な諧調、形体の幾何学的解釈など、10代の時の最初の師であったジョゼフ・ロックの影響が濃厚であった。職務に追われた繁忙な時期にも傑作を描き上げた。ファイナルバーニッシュをも念頭に置いた平坦なテクスチャーは有名。入念に組み立てられた肌理・テクスチャと徹底的に研鑽された描線、そして緊密な調子の諧調により成立する空間は「端正な形式美」を湛えている。この様式美はセザンヌによって「肉体を全く描かずに済ませた」と批判されるほど徹底している。
アングルの美術史理解はその作品群から窺い知れるように広汎であり、且つ結束性が高く、加えて非常に示唆的である。顔料やバインダーの運用方法もまた多様であり、数百年の隔絶がある巨匠達の作品の研究にも余念がなかった。その研究の成果として、組織的且つ合理的な方法を「保存が完璧」と讃えられる制作と言説によって的確にのこしている。
他方では、ポスト印象主義者たちやキュビスト、現代美術家の根底的な方法やアイデアに決定的な影響を与えており、アングル芸術の影響範囲、射程は底知れないものがある。アングルの作品に対する脚注は、美術作品によるものを含め、未だに途絶えることが無い。アングルの作品とその個性は、同時代の体制派、反体制派の必ずしも芳しくない評価にもかかわらず、影響は非常に甚大で、アングルに先行する画家とアングルに続く画家の代表作にさえ決定的な影響を与えた事例も少なくない。
アングルは絵画における最大の構成要素はデッサンであると考えた。その結果、色彩や明暗、構図よりも形態が重視され、安定した画面を構成した。アングルのその作風は、イタリアのルネサンスの古典を範と仰ぎ絵画制作の基礎を尊重しながらも独自の美意識をもって画面を構成している。『グランド・オダリスク』に登場する観者に背中を向けた裸婦は、冷静に観察すると胴が異常に長く、通常の人体の比例とは全く異なっている。同時代の批評家からは「この女は脊椎骨の数が普通の人間より3本多い」などと揶揄されたこの作品は、アングルが自然を忠実に模写することよりも、自分の美意識に沿って画面を構成することを重視していたことを示している。こうした「復古的でアカデミックでありながら新しい」態度は、同時代のダヴィッドなどのほか、近現代の画家にも影響を与えた。印象派のドガやルノワールをはじめ、アカデミスムとはもっとも無縁と思われるセザンヌ、マティス、ピカソらにもその影響を及んでいる。
当時発明された写真が「画家の生活を脅かす」としてフランス政府に禁止するよう抗議した一方、自らの制作に写真を用いていたことでも知られている。

## ギャラリー

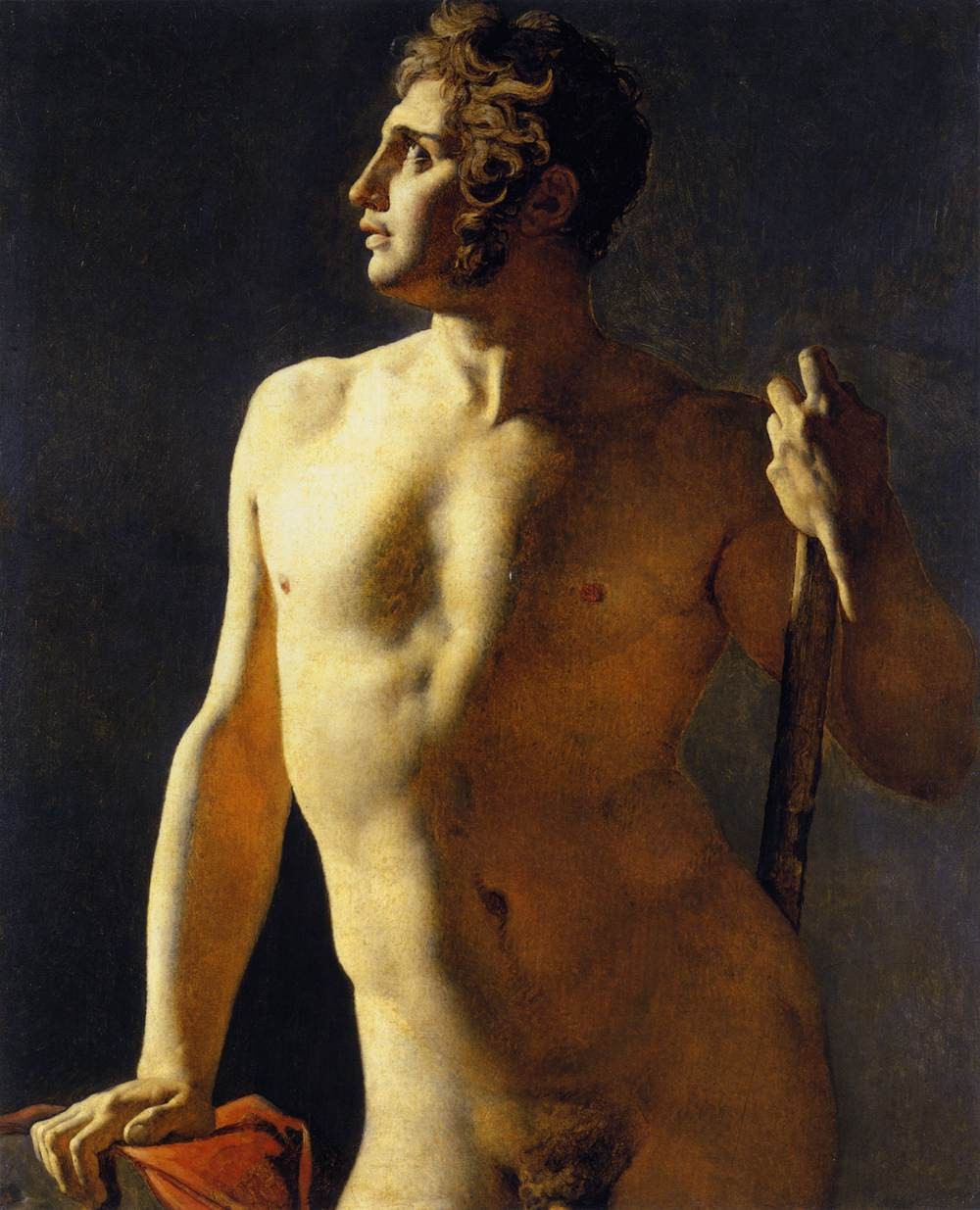
『男のトルソ』 1800年 "Etude d un homme nu"
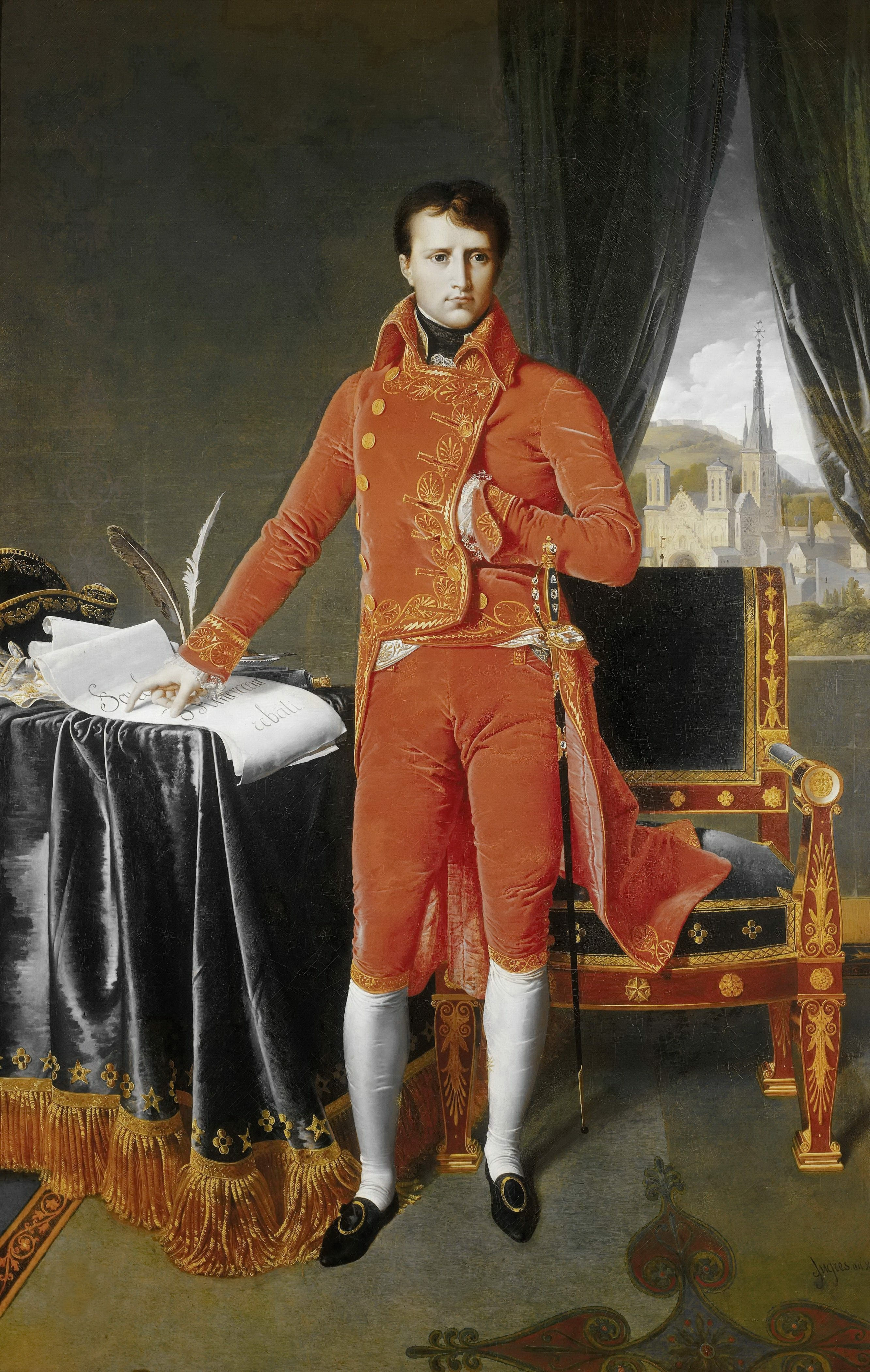
『第一執政官ナポレオン』 1804年 グラン・クルティウス美術館 "Bonaparte, Premier Consul"
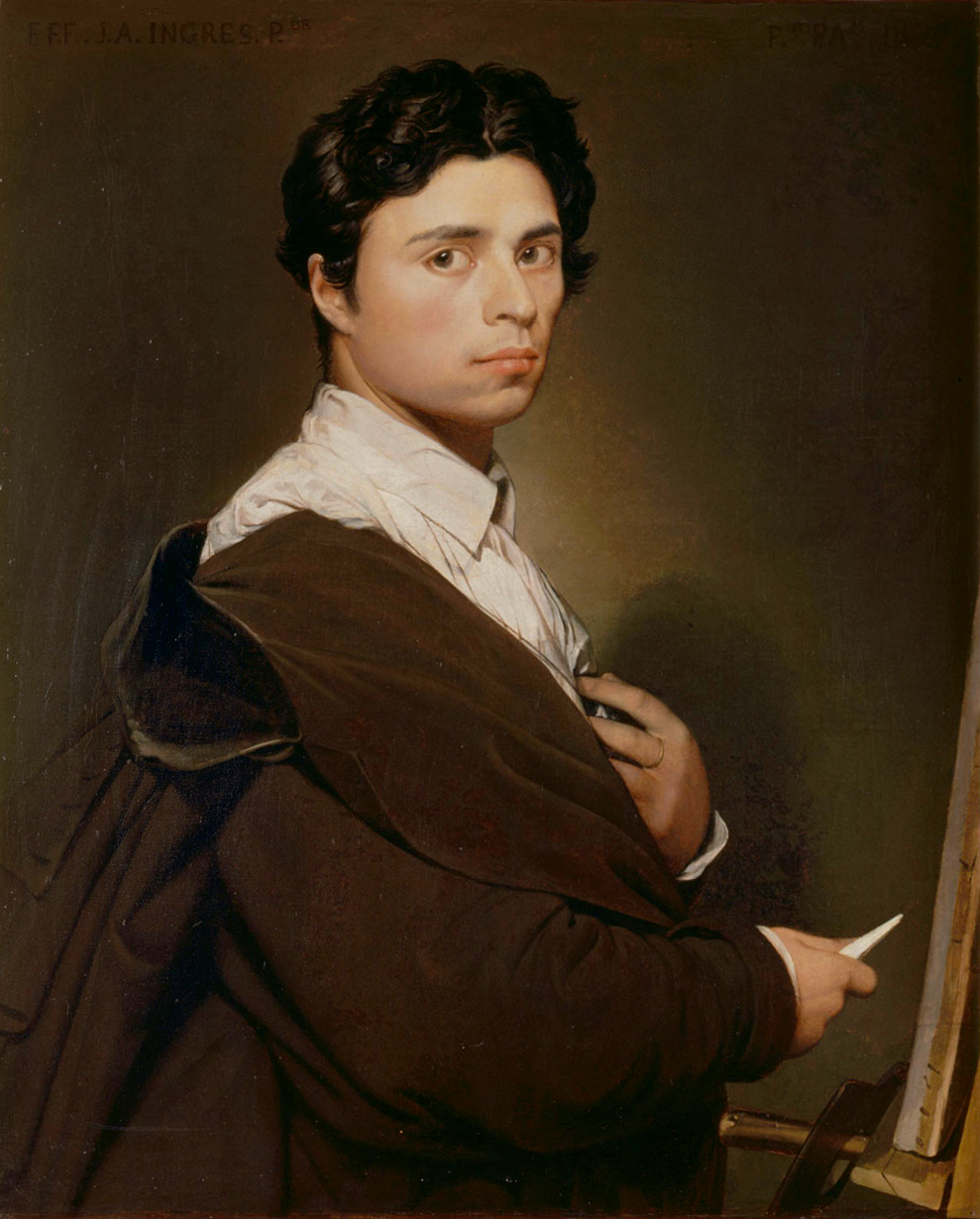
『自画像』 1804年 コンデ美術館 "Autoportrait"
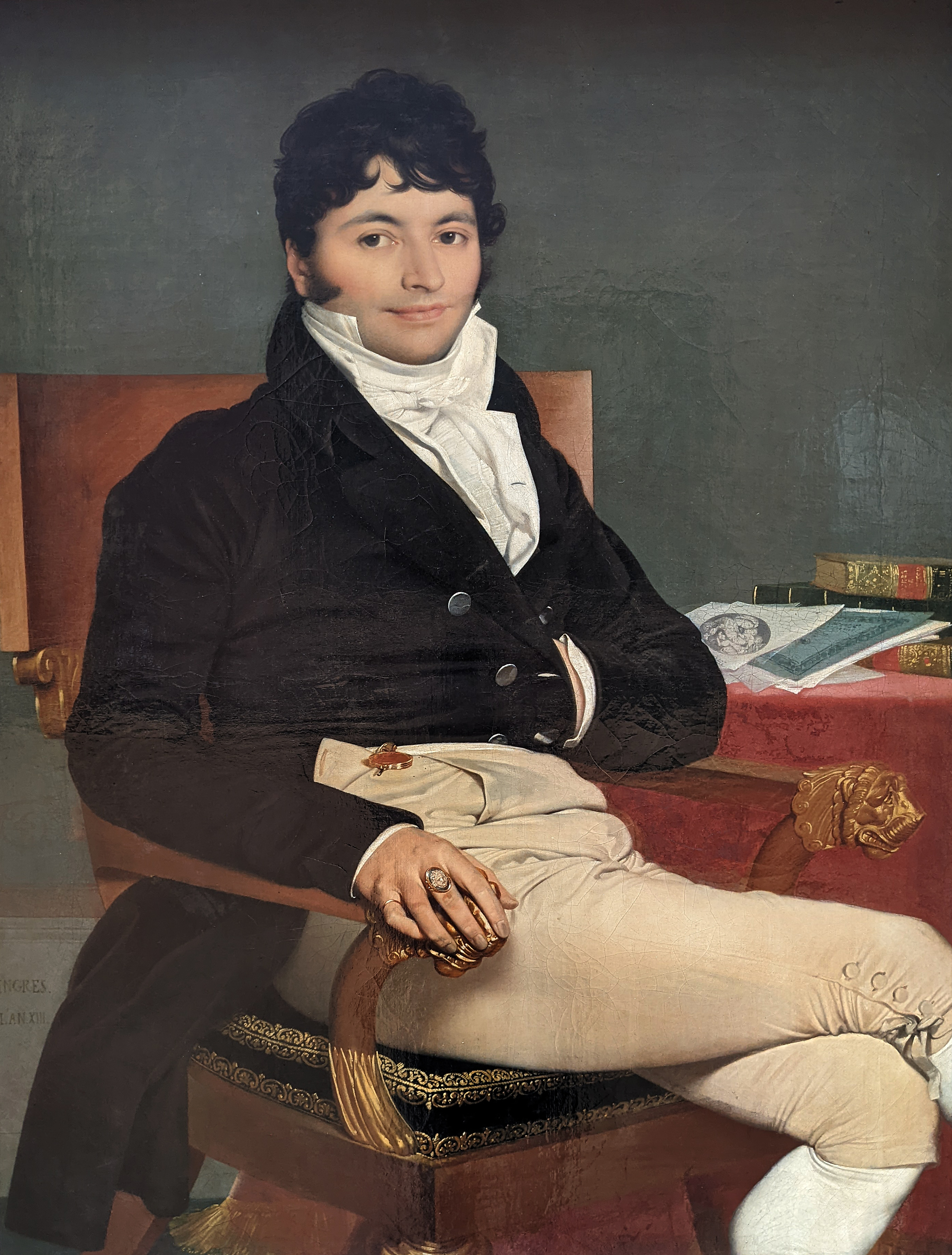
『フィリベール・リヴィエール氏』 1805年 ルーヴル美術館 "Monsieur Philibert Rivière"
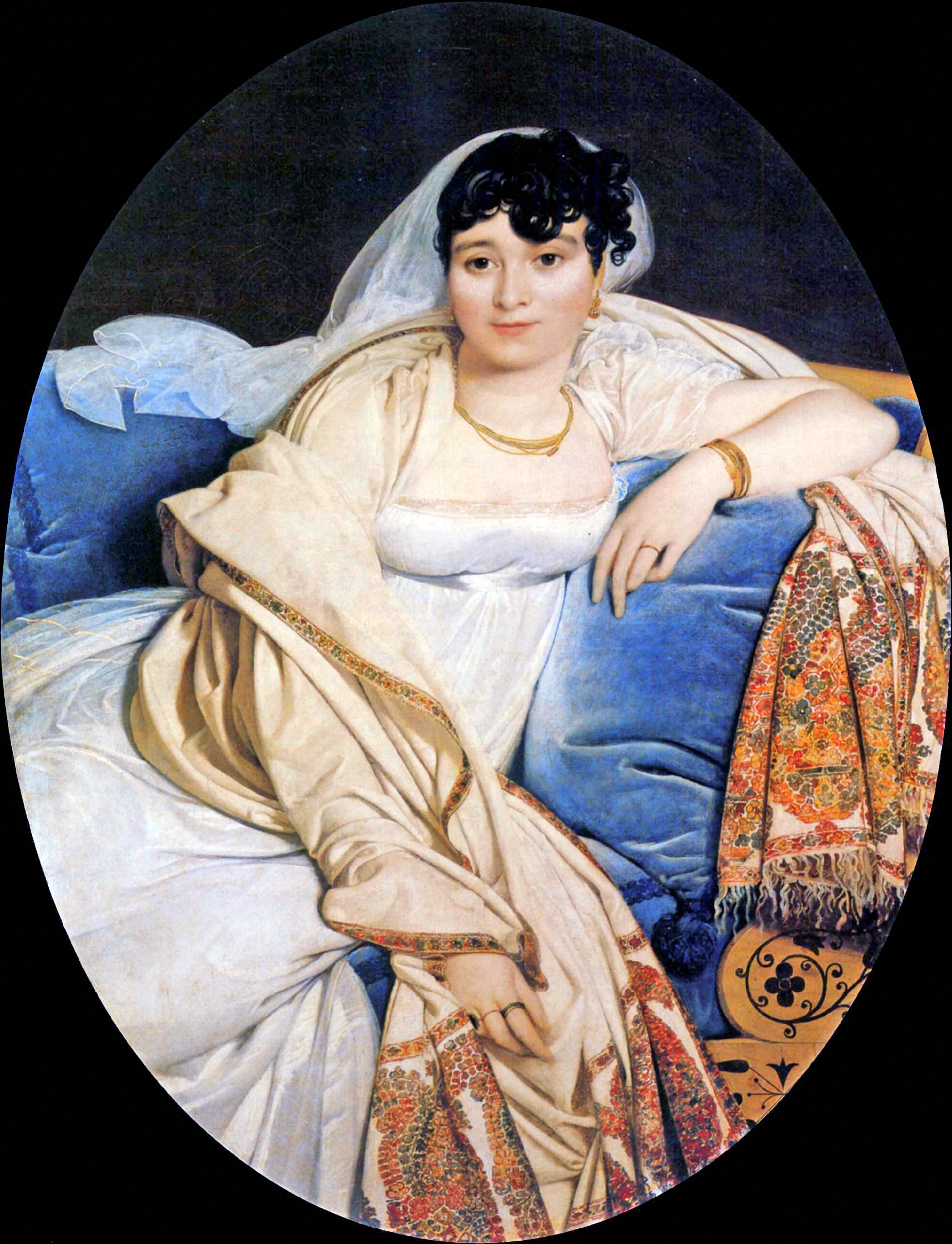
『リヴィエール夫人』 1805年 ルーヴル美術館 "Madame Rivière"
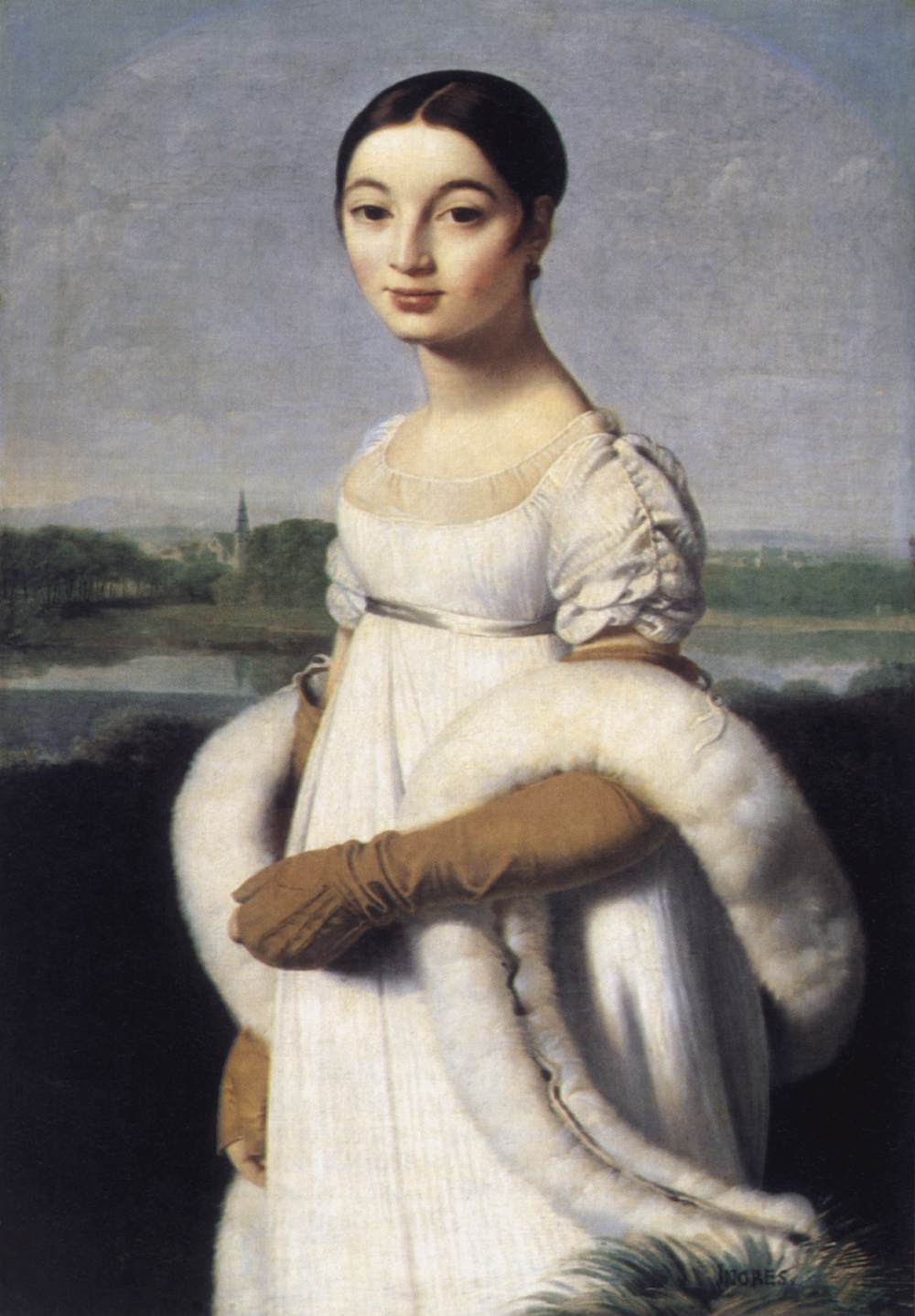
『リヴィエール嬢』 1806年 ルーヴル美術館 "Mademoiselle Rivière"
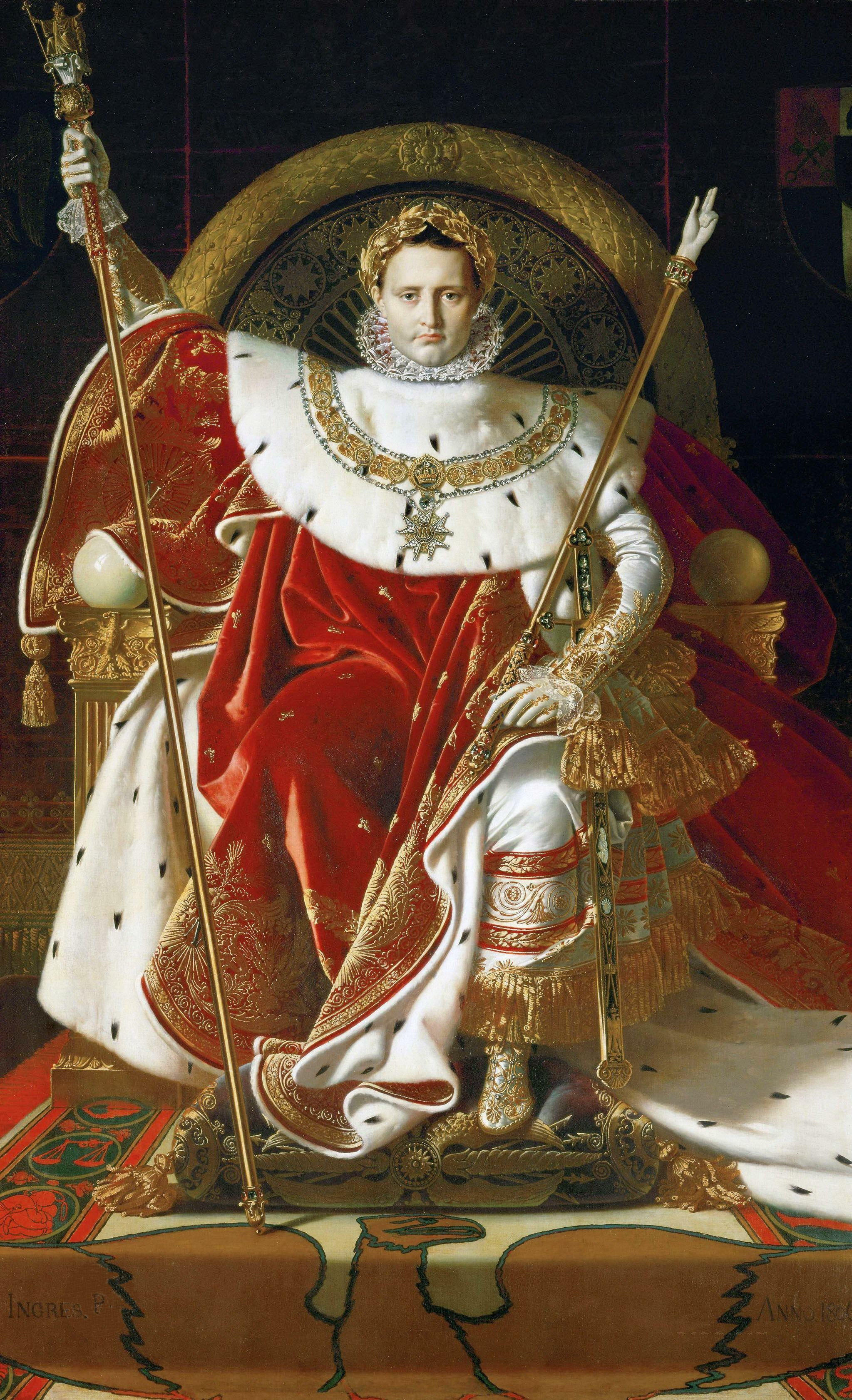
『玉座のナポレオン』 1806年 軍事博物館（パリ・アンヴァリッド） "Napoléon Ier sur le trône impérial"
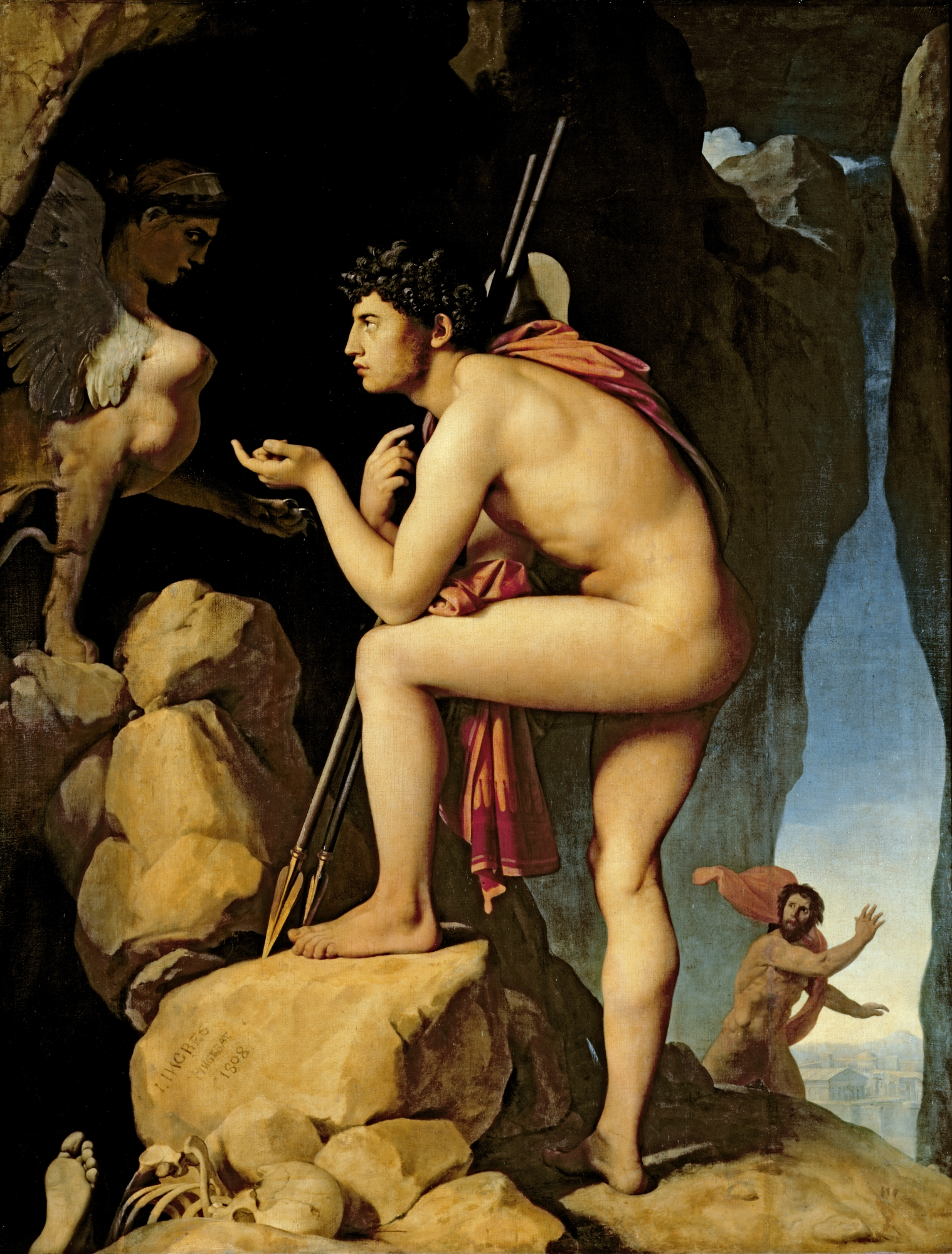
『スフィンクスの謎を解くオイディプス』 1808年 ルーヴル美術館 "Œdipe explique l'énigme du sphinx"
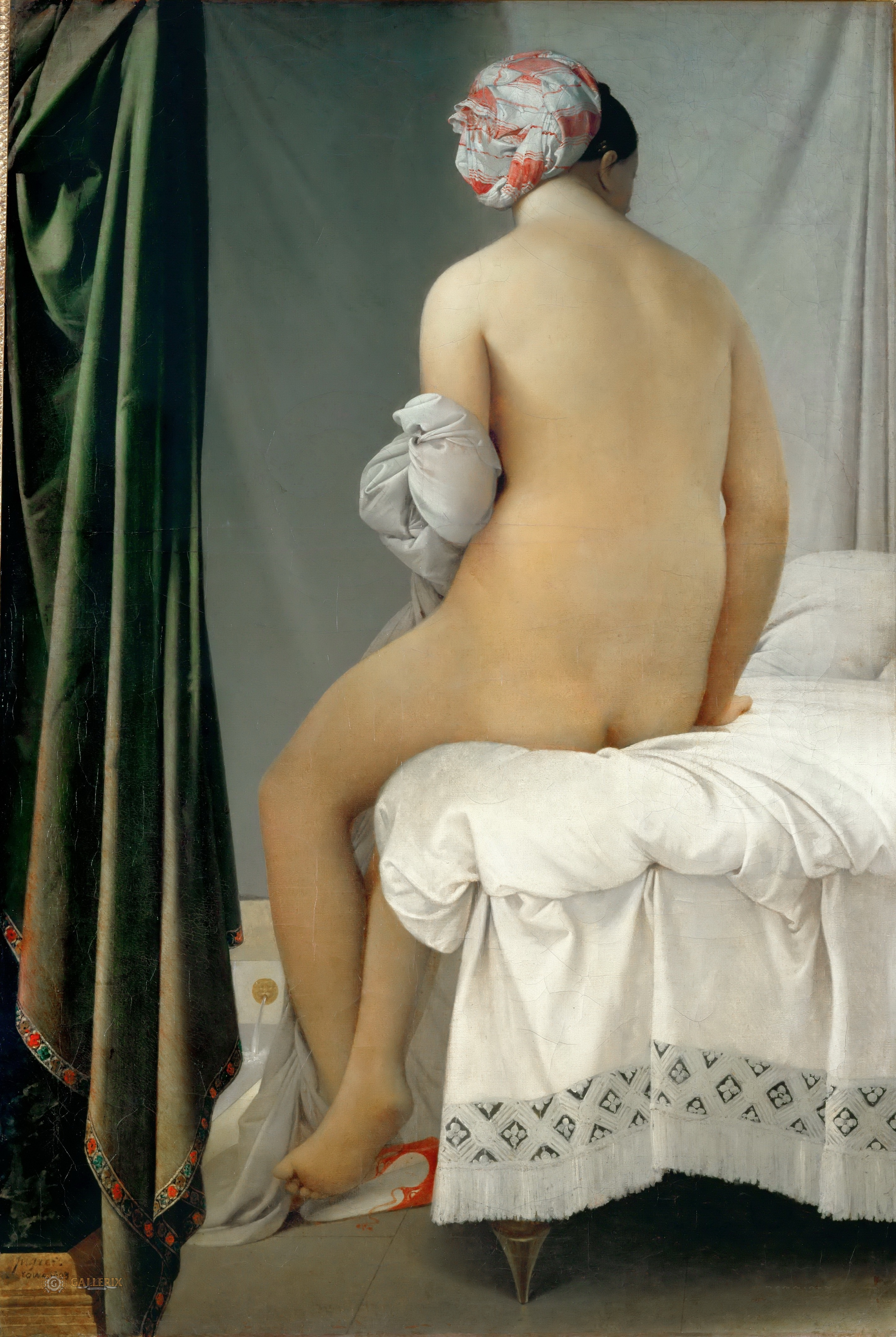
『浴女』 1808年 ルーヴル美術館 "La Grande Baigneuse"
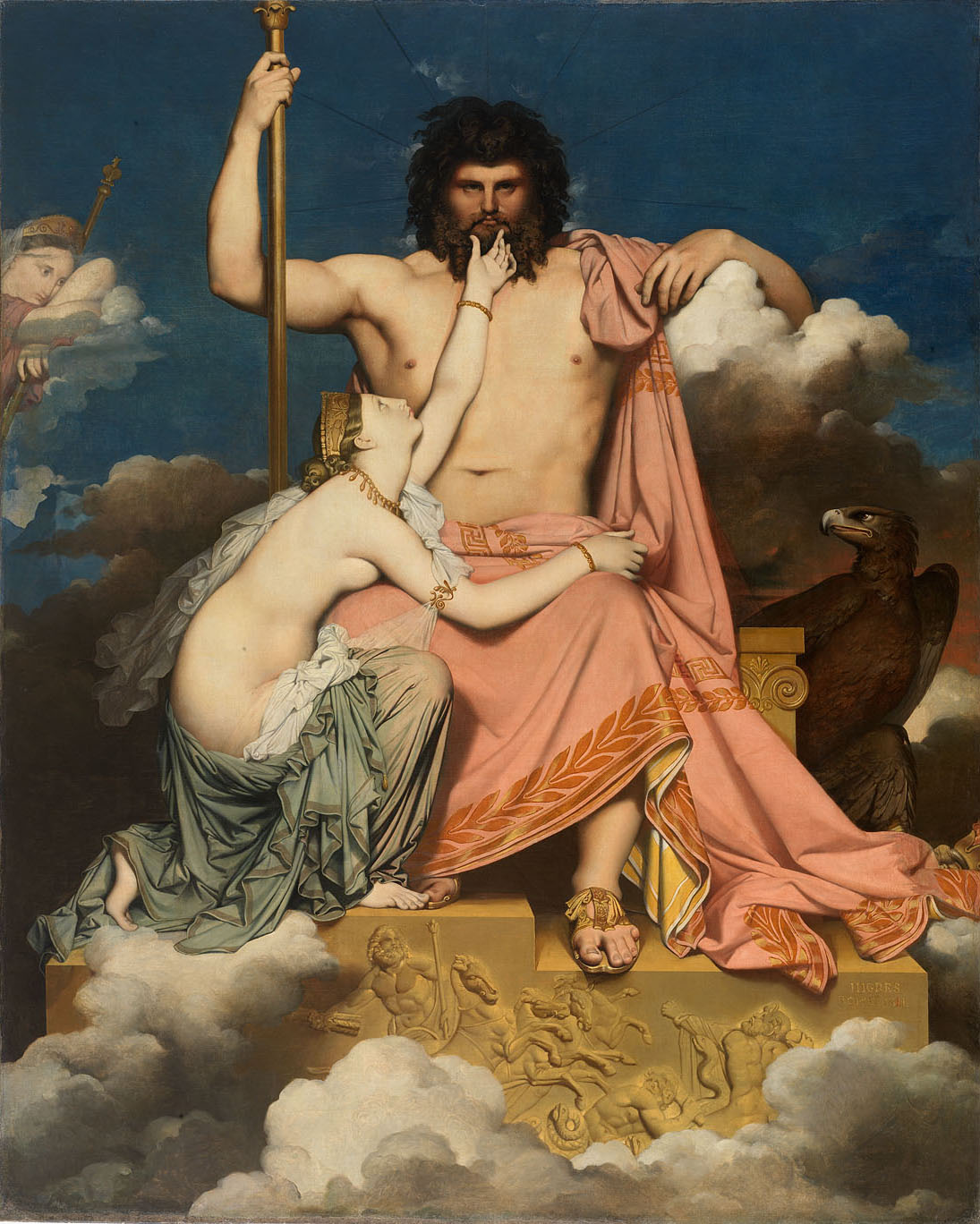
『ユピテルとテティス』 1811年 グラネ美術館 "Jupiter et Thétis"
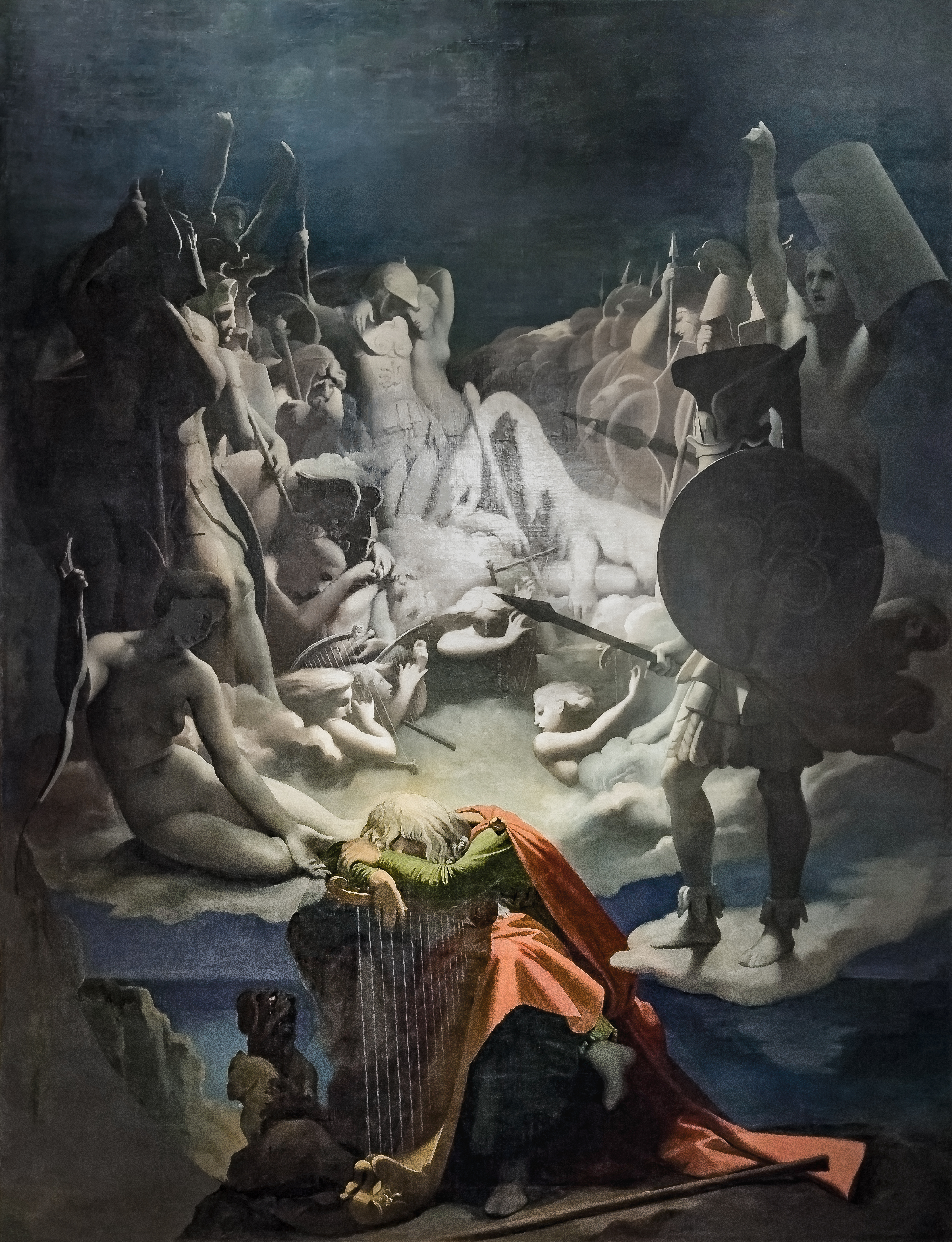
『オシアンの夢』 1813年 アングル美術館[注 1] "Songe d’Ossian"
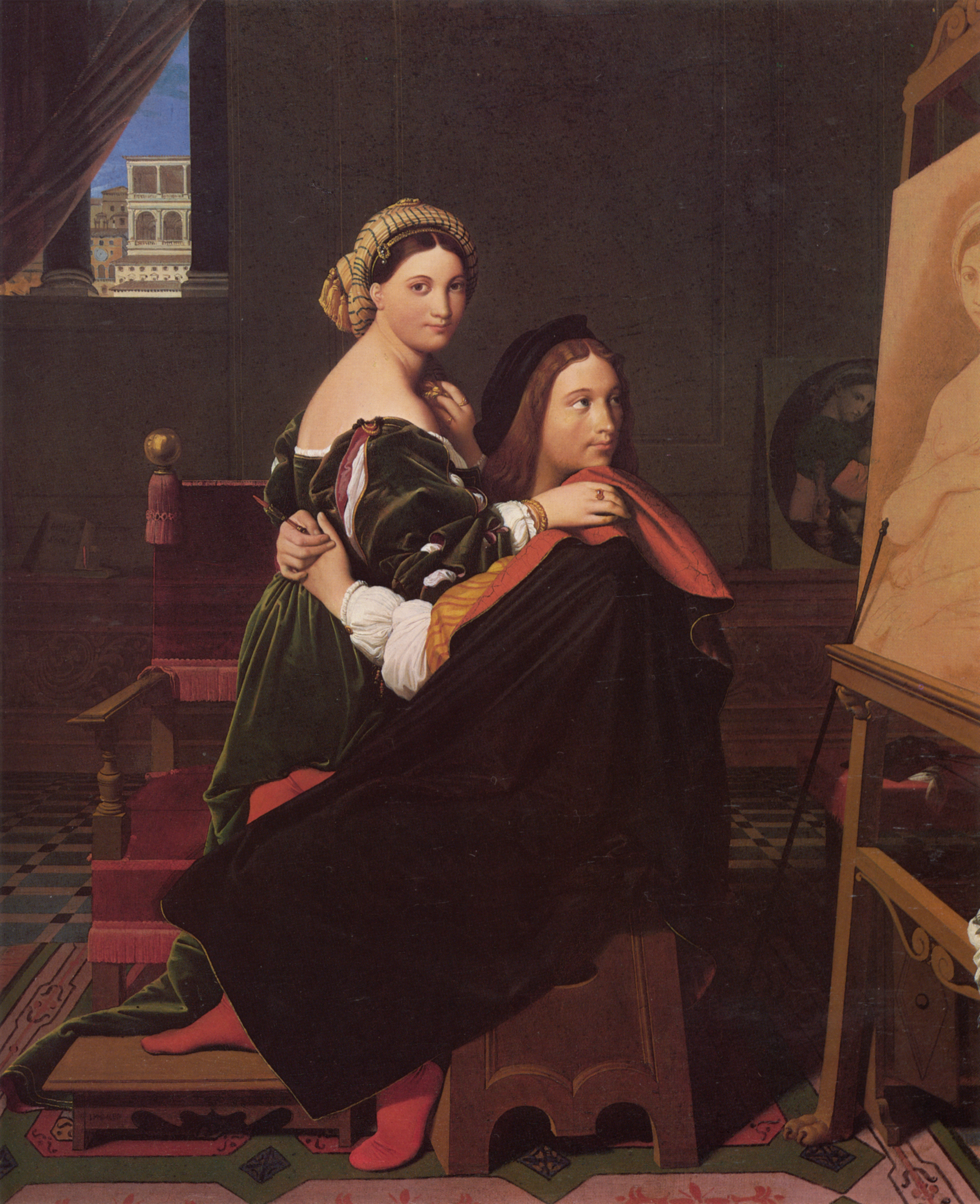
『ラファエロとフォルナリーナ』 1814年 フォッグ美術館 "Raphaël et la Fornarina"
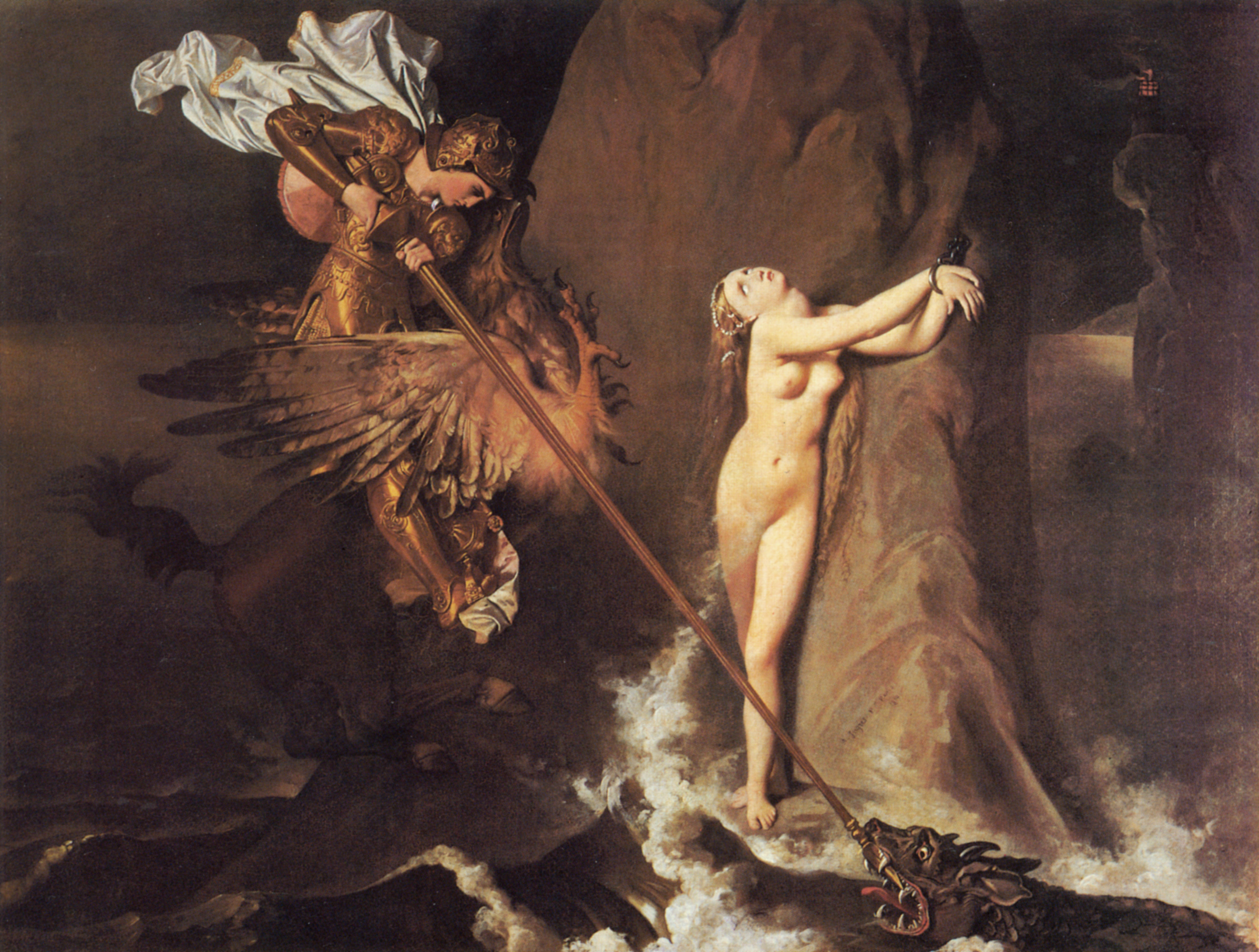
『アンジェリカを救うルッジェーロ』 1819年 ルーヴル美術館 "Roger délivrant Angélique"
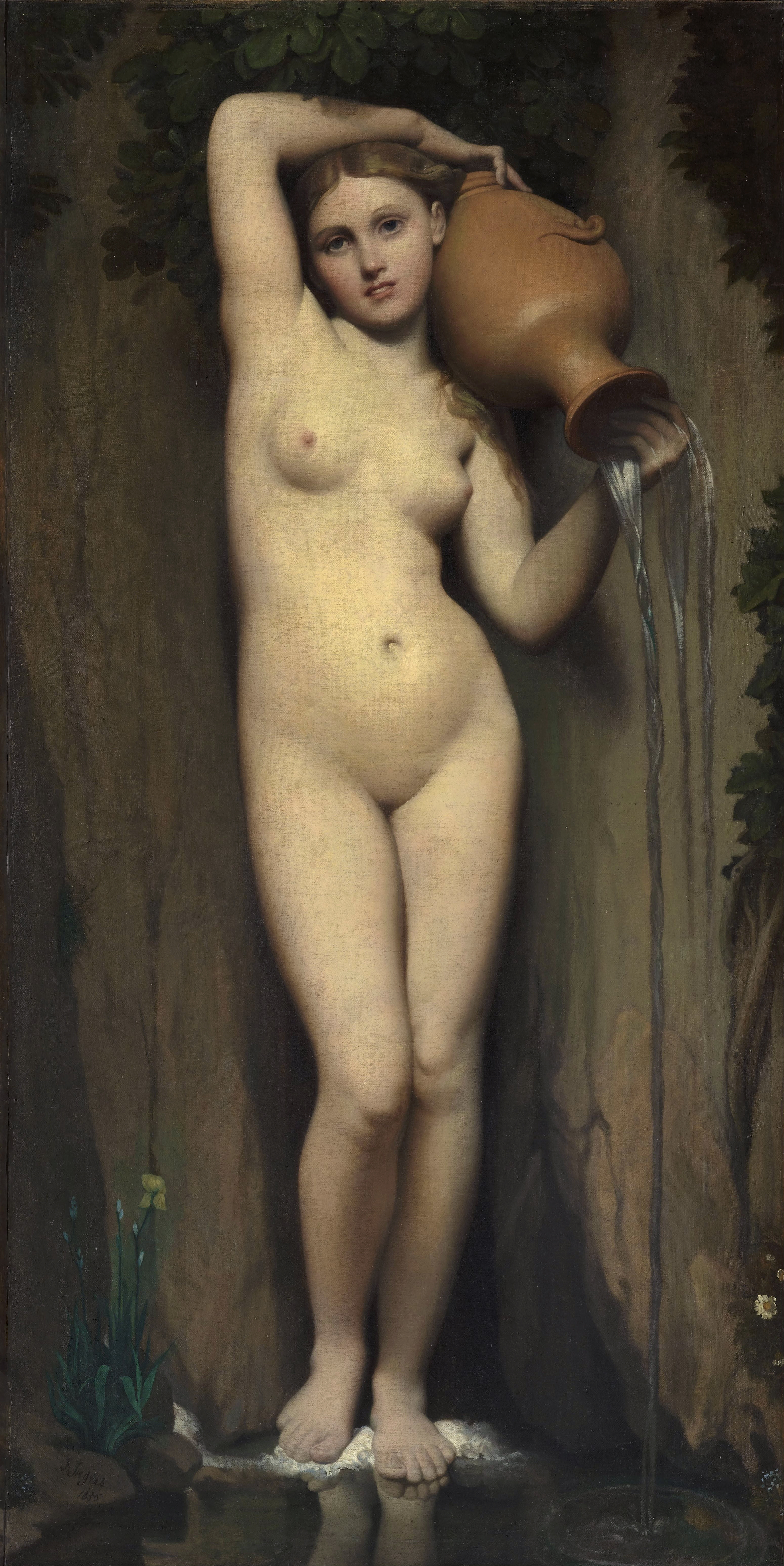
『泉』 1856年（1820年制作開始） オルセー美術館 "La Source"
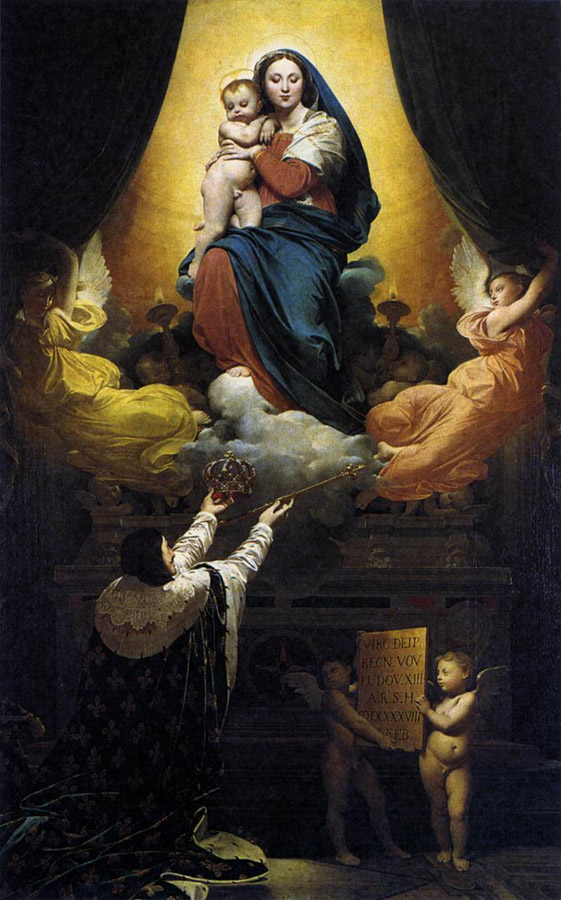
『ルイ13世の誓願』 1824年 モントーバン ノートルダム聖堂 "Le Vœu de Louis XIII"
『ホメロス礼賛』 1827年 ルーヴル美術館 "L'Apothéose d'Homère"
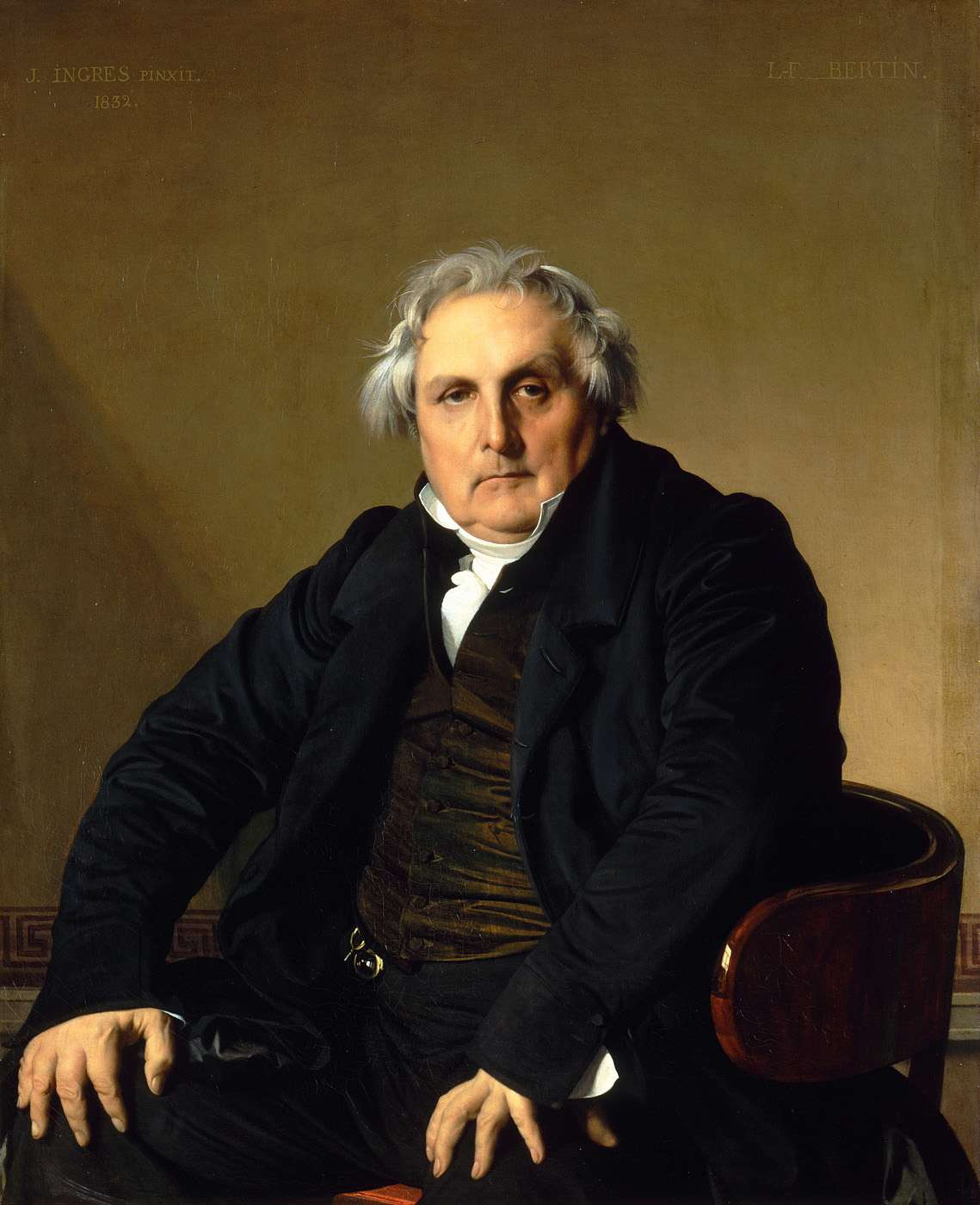
『ルイ・フランソワ・ベルタン』 1832年 ルーヴル美術館 "Portrait de monsieur Bertin"
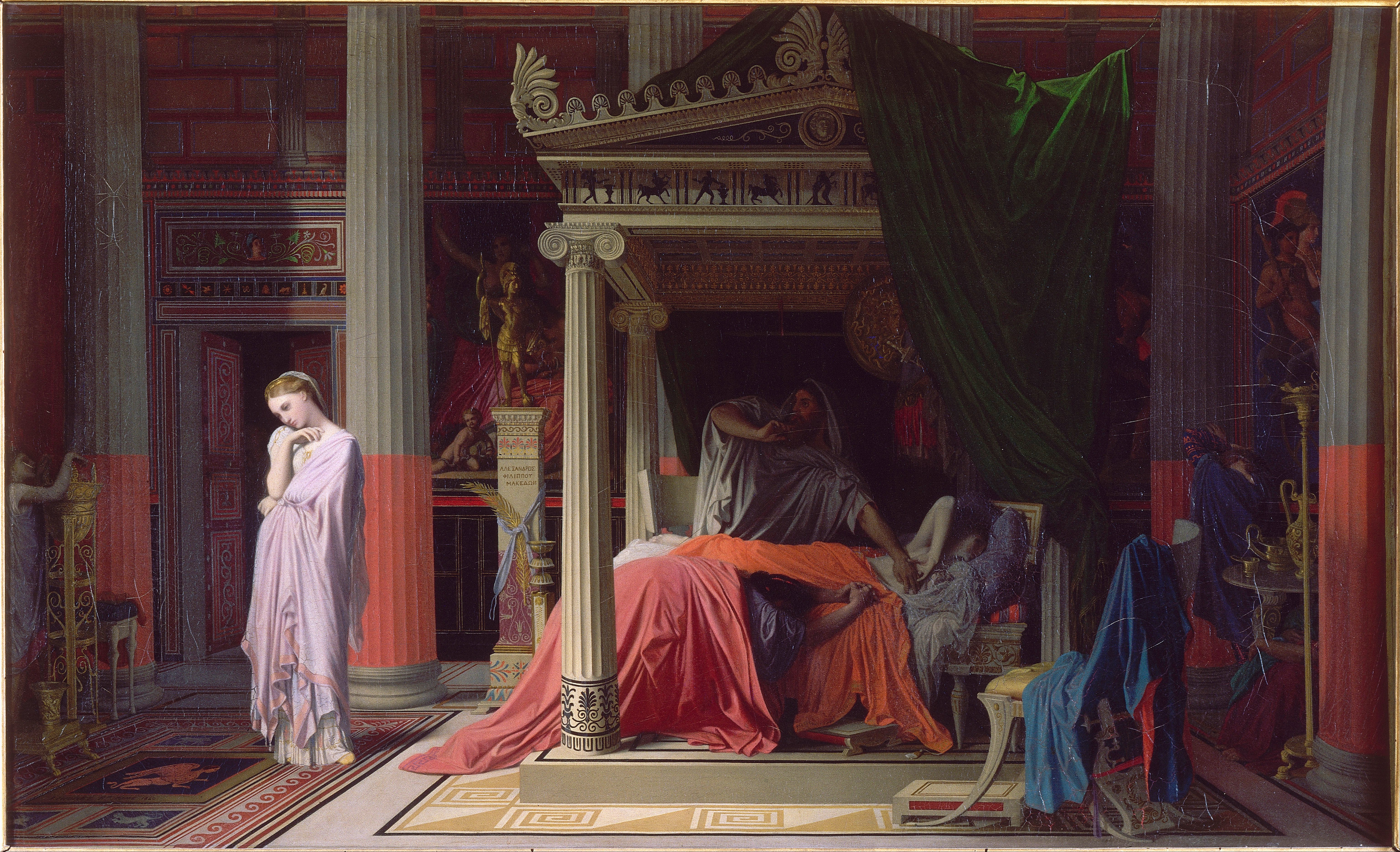
『アンティオコスとストラトニケ』 1840年 コンデ美術館 "Antiochus et Stratonice"
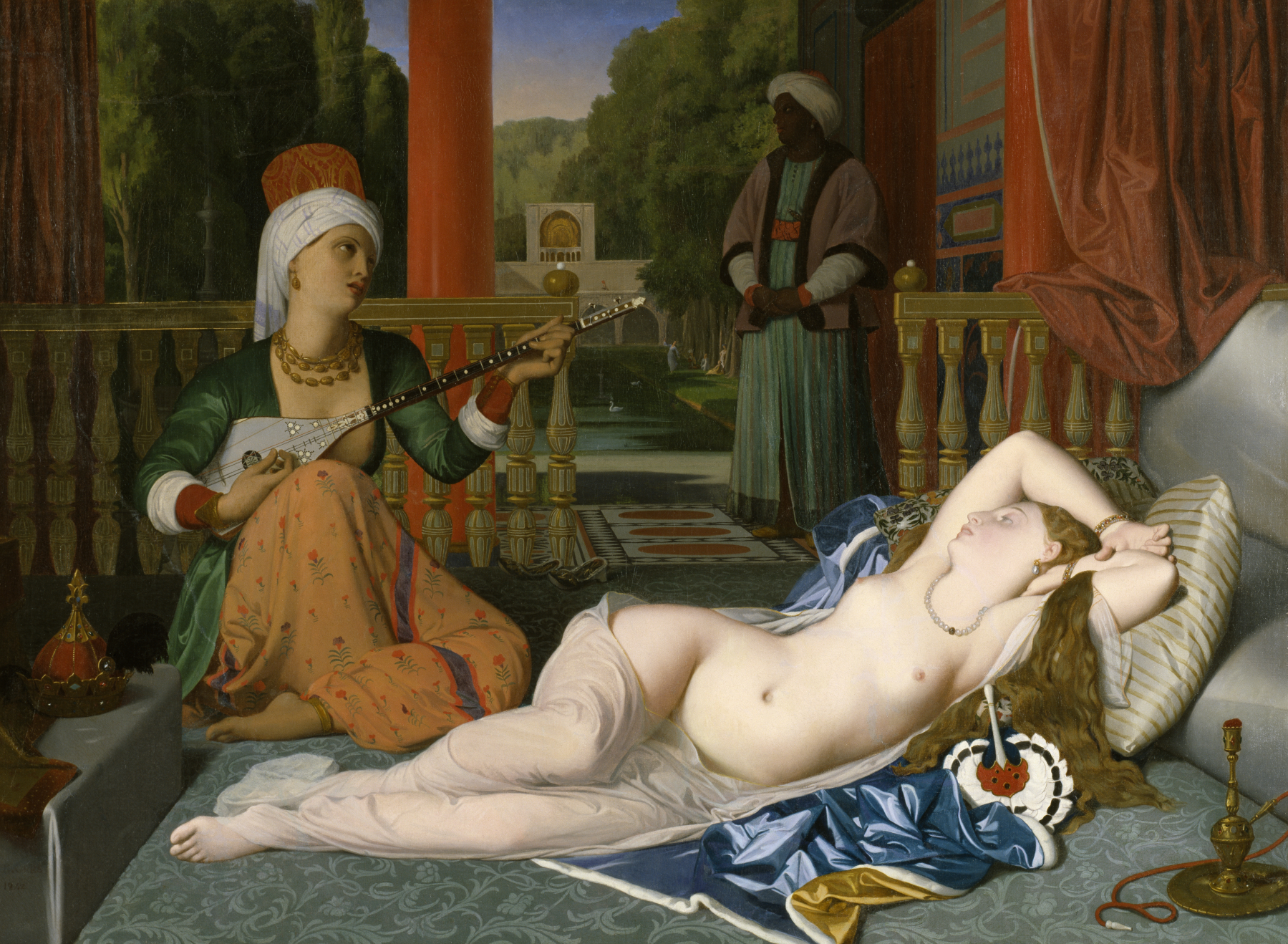
『奴隷のいるオダリスク』 1842年 ウォルターズ美術館 "L'Odalisque à l'esclave"
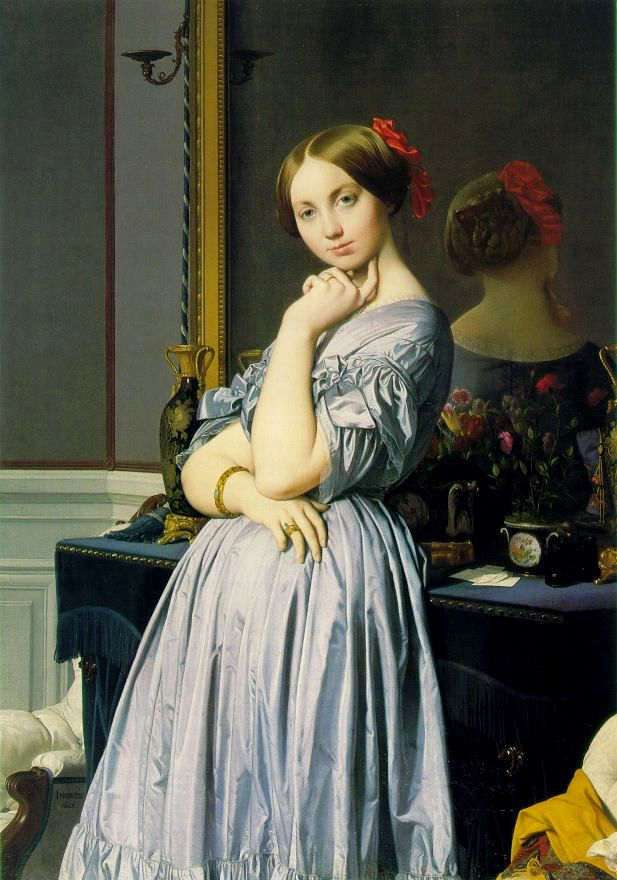
『ドーソンヴィル伯爵夫人』 1845年 フリック・コレクション "Louise de Broglie, Comtesse d’Haussonville"
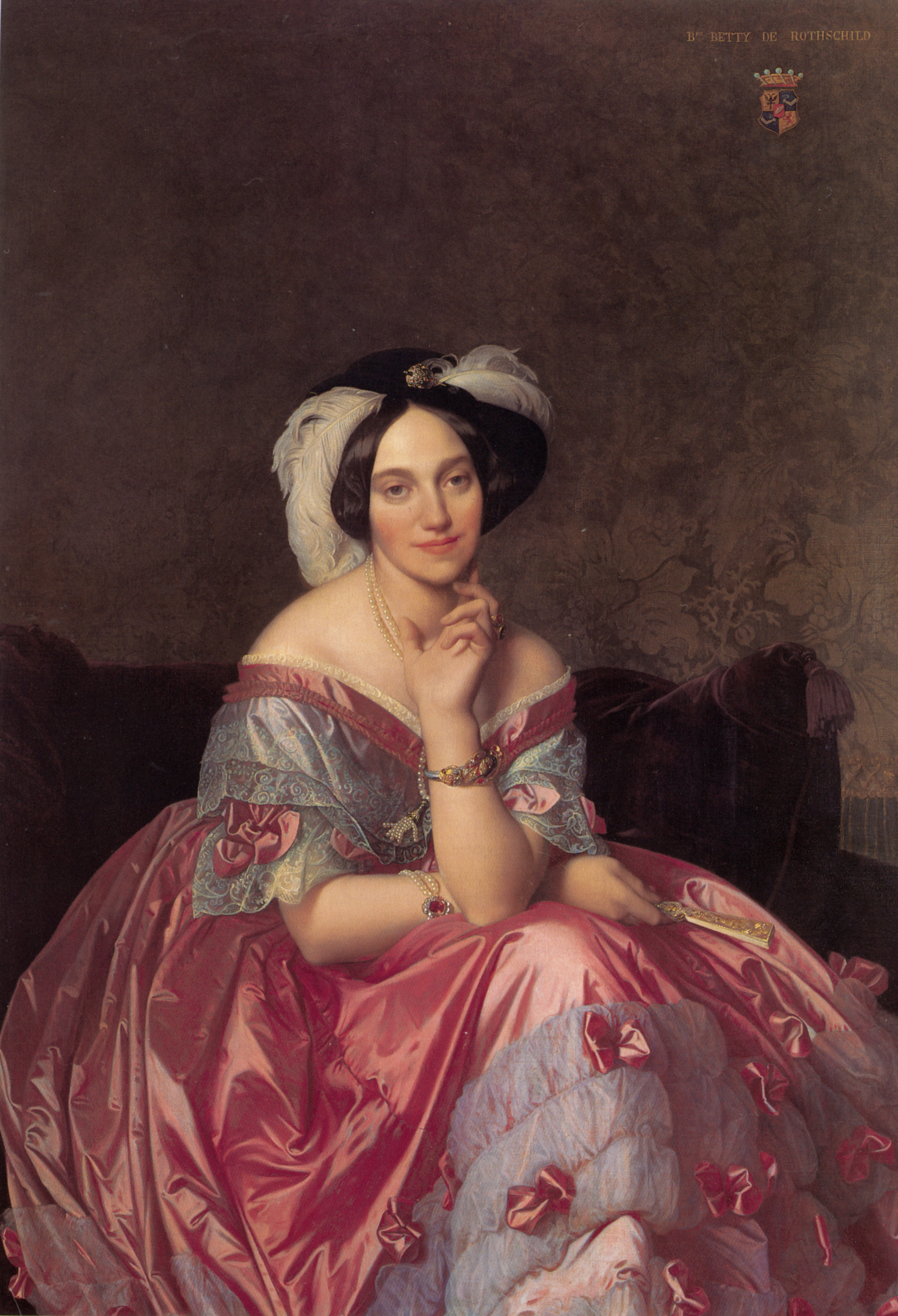
『ロートシルト男爵夫人』 1848年 個人蔵 "Baronne de Rothschild"
『シャルル7世の戴冠式でのジャンヌダルク』 1854年（1851年制作開始） ルーヴル美術館 "Jeanne d’Arc au sacre du roi Charles VII"
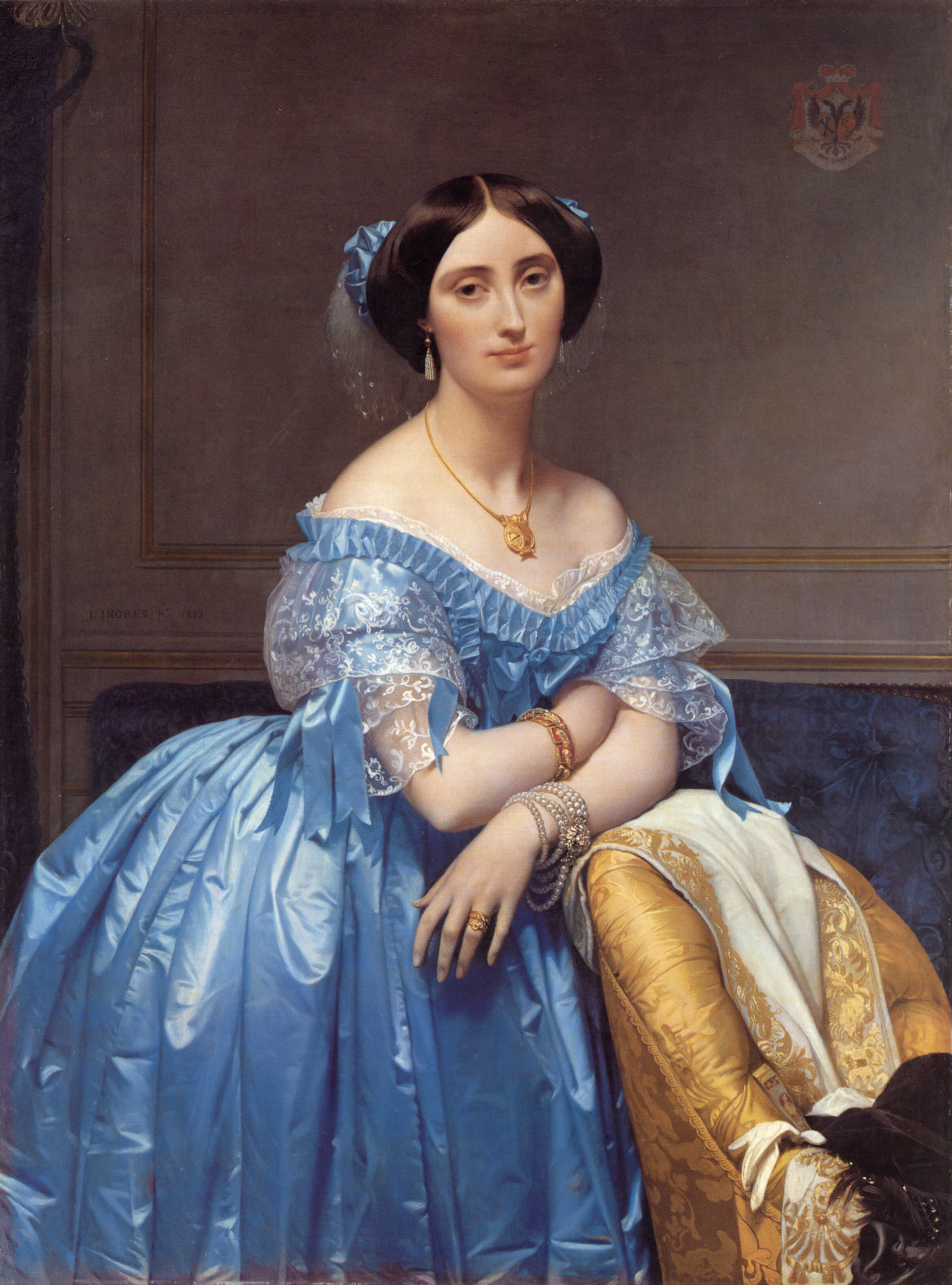
『ド・ブロイ公爵夫人』 1853年 メトロポリタン美術館 "Princesse Albert de Broglie"
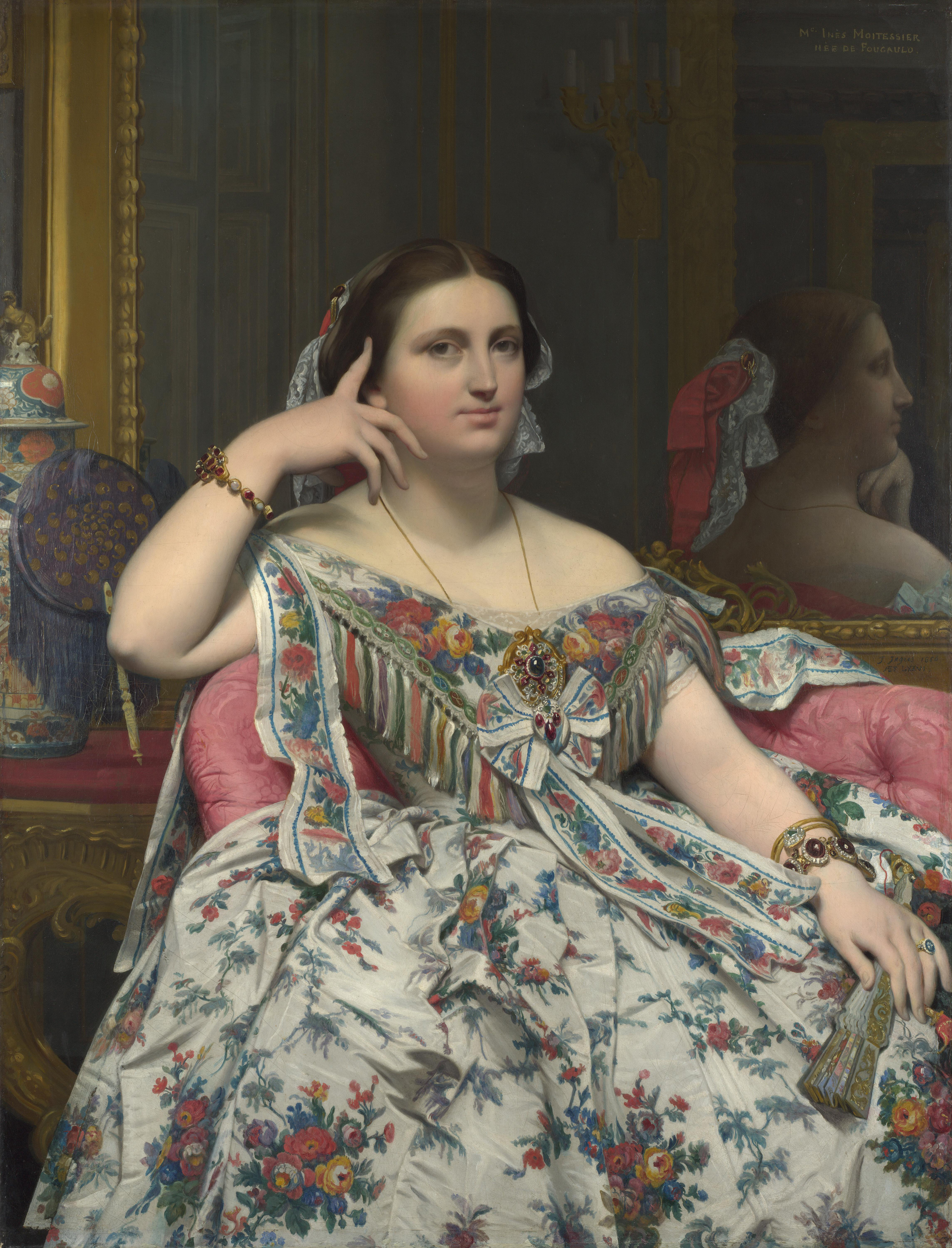
『イネス・モワテシエ夫人』 1856年 ロンドン・ナショナル ギャラリー "Madame Moitessier"
『トルコ風呂』 1863年 ルーヴル美術館 "Le Bain turc"